# Musaranya d'orelles petites d'Enders
La musaranya d'orelles petites d'Enders (Cryptotis endersi) és una espècie de musaranya endèmica de Panamà.
Fou anomenada en honor del mastòleg i endocrinòleg estatunidenc Robert Kendall Enders.